# Kumkwat

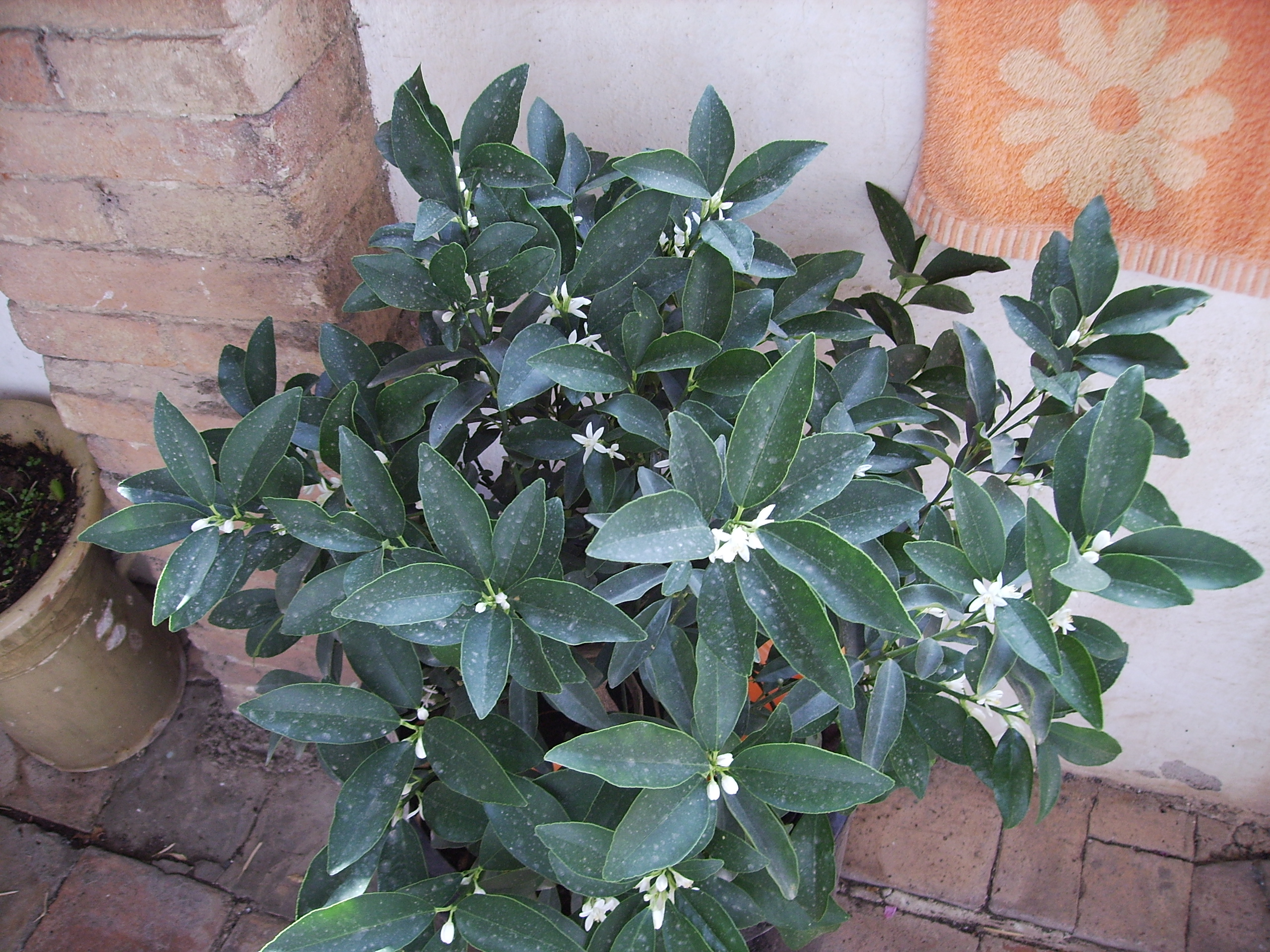
Kwitnący kumkwat w uprawie doniczkowej

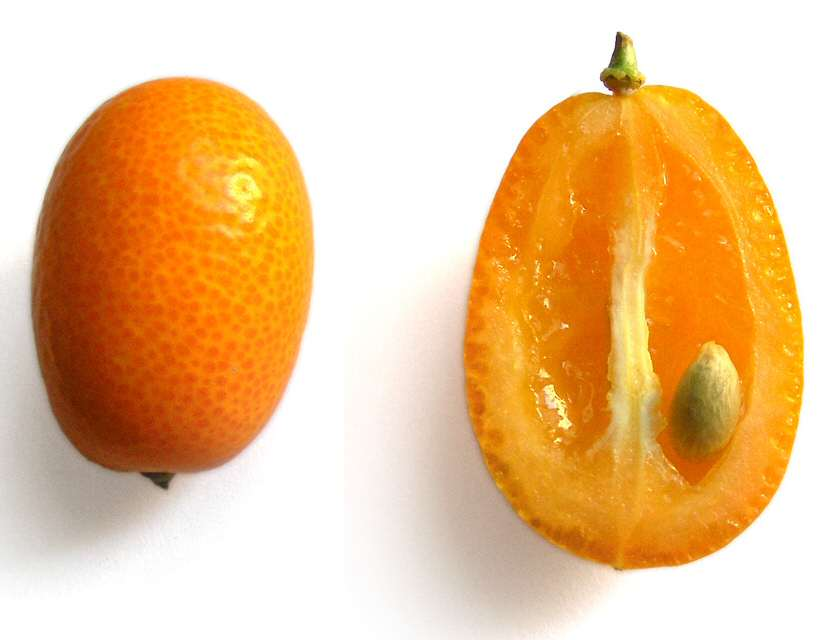
Owoc kumkwatu perłowego

Kumkwat Fortunella Swingle (kant. 金橘 kam kwat – kam 'złoto', kwat 'pomarańcza') – rodzaj małego drzewa lub krzewu należący do rodziny rutowatych. Wywodzi się z Chin. Należy do niego 6 gatunków. Gatunkiem typowym jest Fortunella margarita (Loureiro) Swingle. Do Europy zostały one sprowadzone przez szkockiego zbieracza roślin Roberta Fortune'a (1813-1880). Kwiaty białe i pachnące, owoce małe, barwy pomarańczowej, pokryte cienką skórką.

## Morfologia
Wiecznie zielone, małe drzewa lub krzewy, przeważnie posiadające kolce w miejscu wyrastania liścia z pędu. Kwiaty białe, pachnące, owoce małe, pomarańczowe o cienkiej skórce.

## Systematyka
Pozycja systematyczna według APweb (2001...)
Rodzaj należący do rodziny rutowatych (Rutaceae Juss), rzędu mydleńcowców (Sapindales) Dumort., kladu różowych (rosids). W obrębie rutowatych należy do podrodziny Aurantioideae, plemienia Citreae, podplemienia Citrinae
Pozycja rodzaju w systemie Reveala (1993-1999)
Gromada okrytonasienne (Magnoliophytina Cronquist), podgromada Magnoliophytina Frohne & U. Jensen ex Reveal, klasa Rosopsida Batsch, podklasa różowe (Rosidae Takht.), nadrząd Rutanae Takht., rząd rutowce (Rutales Perleb), rodzina rutowate (Rutaceae Juss.), rodzaj kumkwat (Fortunella Swingle).
Gatunki
- Fortunella crassifolia
- Fortunella hindsii
- Fortunella japonica (Lour.) Swingle – kumkwat japoński(inne języki)
- Fortunella margarita (Lour.) Swingle – kumkwat perłowy
- Fortunella obovata
- Fortunella polyandra

## Zastosowanie
- Roślina owocowa. Oprócz Chin są także uprawiane w Ameryce Północnej i Południowej oraz nad Morzem Śródziemnym, głównie w Grecji na wyspie Korfu.
- Sztuka kulinarna: owoce mogą być spożywane na surowo razem ze skórką lub są przetwarzane.
- Zalicza się do owoców cytrusowych.
- W krajach o ciepłym klimacie są uprawiane (zazwyczaj w pojemnikach) jako rośliny ozdobne w ogrodach i na słonecznych patiach[4].